# Gerome Ragni
Gerome Ragni, pseudonimo di Jerome Bernard Ragni (Pittsburgh, 11 settembre 1935 – New York, 10 luglio 1991), è stato un musicista e compositore statunitense, noto principalmente quale coautore del musical Hair.

## Biografia
Nato in un umile famiglia di origine italiana, dimostrò fin dall'infanzia una precoce versatilità musicale.
Negli anni sessanta si trasferì a New York, iniziando quindi la collaborazione con diverse compagnie attive a Broadway.
Avvicinatosi all'esperienza del Living Theatre, conobbe James Rado, col quale decise di sviluppare un musical incentrato sulla vita comunitaria degli Hippy.